# Confederación Española de Cooperativas de Trabajo Asociado
La Confederación Española de Cooperativas de Trabajo Asociado (COCETA) es una federación de cooperativas cuyos fines son la defensa de los intereses de las cooperativas de producción o trabajo asociado españolas.